# Тунук-Суу
Тунук-Суу (кирг. Тунук-Суу, до 2001 года — Авгол) — село в Баткенском районе Баткенской области Кыргызстана. Входит в состав Дарыинского айылного аймака.

## География
Село расположено в центральной части области, на правом берегу реки Сох, на расстоянии приблизительно 33 километров (по прямой) к юго-востоку от города Баткена, административного центра области и района.

## Население
Согласно оценочным данным Национального статистического комитета Кыргызской Республики, численность населения села на начало 2023 года составляла 263 человека.
| год     | 2009 | 2014 | 2015 | 2020 | 2021 | 2023 |
| ------- | ---- | ---- | ---- | ---- | ---- | ---- |
| человек | 217  | 256  | 221  | 256  | 256  | 263  |